# Shelby (Nebraska)
Shelby és una població dels Estats Units a l'estat de Nebraska. Segons el cens del 2000 tenia 690 habitants.

## Demografia
Segons el cens del 2000, Shelby tenia 690 habitants, 299 habitatges, i 199 famílies. La densitat de població era de 493,4 habitants per km².
Dels 299 habitatges en un 29,4% hi vivien nens de menys de 18 anys, en un 60,5% hi vivien parelles casades, en un 4,3% dones solteres, i en un 33,4% no eren unitats familiars. En el 29,8% dels habitatges hi vivien persones soles el 19,4% de les quals corresponia a persones de 65 anys o més que vivien soles. El nombre mitjà de persones vivint en cada habitatge era de 2,31 i el nombre mitjà de persones que vivien en cada família era de 2,88.
Per edats la població es repartia de la següent manera: un 25,2% tenia menys de 18 anys, un 8,1% entre 18 i 24, un 24,3% entre 25 i 44, un 21,6% de 45 a 60 i un 20,7% 65 anys o més.
L'edat mediana era de 39 anys. Per cada 100 dones de 18 o més anys hi havia 93,3 homes.
La renda mediana per habitatge era de 36.071 $ i la renda mediana per família de 42.434 $. Els homes tenien una renda mediana de 30.625 $ mentre que les dones 21.979 $. La renda per capita de la població era de 15.900 $. Aproximadament el 2,5% de les famílies i el 4,8% de la població estaven per davall del llindar de pobresa.

## Poblacions més properes
El següent diagrama mostra les poblacions més properes.